# بییالکن
بییالکن (به اسپانیایی: Villalcón) یک شهرستان در اسپانیا است که در استان پالنسیا واقع شده‌است.

## خصوصیات
بییالکن ۲۶ کیلومترمربع مساحت و ۸۲ نفر جمعیت دارد.